# Josef Hall
Josef Hall (* 24. März 1891 in Kirchdorf/Baden; † 12. Dezember 1963 in Augsburg) war ein deutscher Verleger.

## Leben und Werk
Hall besuchte zunächst die Höhere Handelsschule und begann anschließend eine fachliche Ausbildung. Nach Abschluss der Ausbildung gründete er die Saarbrücker Druck- und Verlagsgesellschaft und übernahm dort zwischen 1920 und 1926 die Leitung. Das Unternehmen veröffentlichte in den darauffolgenden Jahren verschiedene katholisch ausgerichtete Publikationen, wie etwa die beiden Zeitschriften Der katholische Mann und Die katholische Frau sowie die Saarbrücker Landeszeitung.
Nach der Machtergreifung der Nationalsozialisten wurde das Unternehmen schließlich gezwungen, seine Publikationen einzustellen. Die Reichspressekammer in Berlin bot Hall 1940 die Leitung der Neuen Augsburger Zeitung an. Es handelte sich dabei um eine konfessionslosen Tageszeitung mit einer hohen Auflage. Nach der kriegsbedingten Einstellung der Neuen Augsburger Zeitung am 31. August 1944 wurde Hall in das jugoslawische Kranj (Krainburg) beordert, um dort eine deutschsprachige Zeitung ins Leben zu rufen.
Nach dem Ende des Zweiten Weltkrieges kehrte Hall zurück nach Deutschland. Er entschied sich gegen eine Wiederaufnahme seines Verlagsgeschäftes im Saarland und reiste erneut nach Augsburg. Zunächst machte er sich gemeinsam mit den amerikanischen Presse-Offizieren daran, in verschiedenen bayerischen Städten den Aufbau von so genannten Lizenzzeitungen voranzutreiben. Hall entschloss sich dazu, keine Tageszeitungs-Lizenz zu übernehmen, sondern 1948 zusammen mit dem Katholischen Männerwerk Fulda die Winfried-Werk GmbH zu gründen. In dem Verlag, dessen Redaktion zunächst in Fulda ansässig war und im November 1959 das neu errichtete Verlagsgebäude in der Augsburger Frauentorstraße 5 bezog, wurden sowohl Bücher als auch Zeitschriften und Broschüren katholischer Prägung veröffentlicht. Zu den ersten Veröffentlichungen gehörten die Zeitschriften Mann in der Zeit und Die katholische Frau. Mann in der Zeit startete 1948 mit einer Auflage von 50.000 Exemplaren und besaß 1957 bereits eine Auflage von 500.000 Exemplaren. Hall war damit als Verlagsdirektor eine erfolgreiche Reorganisation der katholischen Presse nach dem Zweiten Weltkrieg gelungen.
Neben seiner verlegerischen Tätigkeit engagierte sich Hall auch in der katholischen Kirche. So übernahm er 1956 das Präsidentschaftsamt des Familienbundes der Katholiken auf Bundesebene und wurde zudem in das Amt des Diözesanvorsitzenden der Katholischen Aktion Augsburg berufen. Ein Jahr später wurde er von Kardinal-Großmeister Nicola Kardinal Canali zum Ritter des Päpstlichen Ritterordens vom Heiligen Grab zu Jerusalem ernannt und am 30. April 1957 in München durch Lorenz Jaeger, Großprior der deutschen Statthalterei, investiert. Er gehörte damit der Komturei Augsburg an.
1959 stellte Hall der katholischen Studentenverbindung K.St.V. Ludovicia Augsburg im KV anlässlich des 60. Stiftungsfestes im Untergeschoss des Verlagsgebäudes in der Frauentorstraße mehrere Räume als Verbindungsheim zur Verfügung.
Nach seinem Tod im Jahre 1963 übernahm sein Sohn Winfried die Verlagsleitung der Winfried-Werk GmbH, aus der sich schließlich im Laufe der weiteren Jahre die Verlagsgruppe Weltbild herausbildete.

## Auszeichnungen
- Bundesverdienstkreuz 1. Klasse (1956)
- Komturkreuz des Päpstlichen Gregoriusordens durch Papst Johannes XXIII. (1959)